# Songkan Kareesor
Songkan Kareesor (thailändisch สงกรานต์ การีซอ; * 14. April 2002), auch als Song bekannt, ist ein thailändischer Fußballspieler.

## Karriere
Songkan Kareesor stand die Saison 2019 beim Chainat City FC in Chainat unter Vertrag. Der Verein spielte in der fünften Liga, der Thailand Amateur League. 2020 wechselte er zum ebenfalls in Chainat beheimateten Chainat Hornbill FC. Der Verein spielte in der zweiten thailändischen Liga, der Thai League 2. Sein Profidebüt gab er am 21. Februar 2021 im Auswärtsspiel beim Udon Thani FC. Hier wurde er in der 66. Minute für Kitti Kinnonkok eingewechselt. Das war 2021 auch sein einziges Spiel in der zweiten Liga. Im Dezember 2024 wechselte er auf Leihbasis zum Drittligisten See Khwae City FC. Mit dem Klub aus Nakhon Sawan spielte er 47-mal in der Northern Region der Liga. Nach insgesamt 47 Ligaspielen kehrte er im Sommer 2024 zum Chainat Hornbill FC zurück. Hier kam er jedoch nicht zum Einsatz. Nach der Hinrunde wechselte er im Januar 2025 wieder auf Leihbasis zum Drittligisten Nakhon Sawan See Khwae City FC.